# لعثامنة (سيدي موسى بن علي)
لعثامنة هي إحدى مشيخات المملكة المغربية، تتبع جغرافيا لعمالة المحمدية وإداريًا لسيدي موسى بن علي. يقدر عدد سكانها بـ 5788 نسمة حسب الإحصاء الرسمي للسكان والسكنى لسنة 2004.